# Un'ora fa
Un'ora fa è un brano musicale presentato al Festival di Sanremo 1969 da Fausto Leali in doppia esecuzione con Tony Del Monaco. Il brano ottiene il 4º posto e la versione di Fausto Leali entrerà in classifica. Musica composta dal M° Gianfranco Intra, testo di Luciano Beretta  e Ermanno Parazzini . 
Nello stesso anno il brano viene poi ripreso da Mina, che lo incide su 45 giri subito dopo, e anche da Patty Pravo, che lo inserisce nel suo secondo LP.
Esiste anche una versione strumentale di Giorgio Carnini per l'album "Le 24 canzoni di Sanremo" (RCA Italiana, KAS 29).
| Posizione | 8 | 5 | 6 | 6 | 8 | 8 | 10 |